# Ulvehøjen
Ulvehøjen er Sebastians syvende studiealbum, udgivet i 1977. Det er det første Sebastian-album med Kenneth Knudsen. Han medvirkede på de efterfølgende albums frem til 1983. Ulvehøjen er blevet betegnet som mere mørk end de forgående Sebastian-plader, hvilket bl.a. kommer til udtryk i sange som "Mediemassøsen/99" og "Sort marcipan".
Albummet blev senere udsendt i en norsksproget version ved navn Sebastian. Sebastian var i denne periode bosat i Norge sammen med sin daværende norske kæreste.

## Numre

### Side 1
1. "Her er en sang" (3:50)
2. "Vintervise" (3:44)
3. "Sort marcipan" (3:25)
4. "Katten" (3:45)
5. "Jennys himmelfærd" (3:40)
6. "Laila-la" (3:04)

### Side 2
1. "Ulvehøjen" (6:10)
2. "Ansigt til ansigt" (3:20)
3. "Mediemassøsen/99" (6:20)
4. "I morgendagens lys" (3:40)
5. "En almindelig person" (2:18)